# Agelaius
Agelaius é um género de aves da família dos icterídeos. Foi estabelecido por Louis Jean Pierre Vieillot em 1816, contém cinco espécies reconhecidas.
O grupo contém cinco espécies de aves nativas da América do Norte e Caribe. As espécies são insetívoras e habitam zonas de savana e pastagem. Todas as espécies apresentam dimorfismo sexual, geralmente o macho possuindo plumagem totalmente preta reluzente ressaltada por um vermelho, amarelo ou laranja nas asas, e as fêmeas sendo marrons com estrias pelo corpo.
A taxonomia de Sibley-Ahlquist integra três géneros no género Agelaius, nomeadamente: Xanthopsar, Agelasticus, e Chrysomus.

## Espécies
| Imagem | Nome científico     | Nome comum                 | Distribuição                                |
| ------ | ------------------- | -------------------------- | ------------------------------------------- |
|        | Agelaius phoeniceus | Graúna-de-asa-vermelha     | América do Norte e parte da América Central |
|        | Agelaius assimilis  | Graúna-de-ombros-vermelhos | Cuba                                        |
|        | Agelaius tricolor   | Graúna-tricolor            | Costa do Pacífico da América do Norte       |
|        | Agelaius humeralis  | Graúna-de-ombros-morenos   | Cuba, Ilha de São Domingos e Ilhas Cayman   |
|        | Agelaius xanthomus  | Graúna-de-ombros-amarelos  | Porto Rico                                  |